# Mars Orbiter Mission
Mars Orbiter Mission (MOM) je název indické mise, v jejímž rámci byla k Marsu vyslána počátkem listopadu 2013 meziplanetární sonda Mangalaján (nebo taky anglickou transliterací Mangalyaan, v sanskrtu मङ्गलयान ). Sonda 24. září 2014 dorazila ke svému cíli, kde provádí průzkum atmosféry planety.

## Základní údaje
Dne 5. listopadu 2013 odstartovala z indického kosmodromu Satish Dawan sonda Mangalján s pomocí upravené rakety Polar Satellite Launch Vehicle C-25. Cílem mise je průzkum atmosféry Marsu. Sonda má hmotnost 1350 kg. K Marsu měla podle původních propočtů doletět 14. září 2014.

## Průběh letu
Let brzy po startu doprovázely problémy. Koncem listopadu 2013 se sonda po oddělení od rakety vydala na cestu k Marsu. K začátku srpna 2014 měla za sebou sonda více než 85 % své cesty a sonda nevykazovala žádné chyby.
7. srpna 2014 otestovali indičtí technici komunikační anténu, která bude zajišťovat hlavní spojení se Zemí.
24. září byla sonda úspěšně navedena na oběžnou dráhu Marsu, přibližně dva dny po příletu družice MAVEN od NASA.